# Gareth Edwards (instruktør)
Gareth James Edwards (født 1. juni 1975) er en engelsk filminstruktør, manuskriptforfatter, filmfotograf, produktionsdesigner og visual effect-kunstner. Han blev for alvor kendt med Monsters (2010), en uafhængig film hvor han fungerede som både forfatter, instruktør og filmfotograf og stod for de visuelle effekter. Han har efterfølgende instrueret rebootet af Godzilla (2014) og science fiction-filmen Rogue One: A Star Wars Story (2016), den første film i Star Wars Anthology-serien.